# Samsung Galaxy Tab S10 FE
Samsung Galaxy Tab S10 FEシリーズ（サムスン ギャラクシータブ S10　FEシリーズ）は、サムスン電子が2025年4月2日に発表されたGalaxy Tab S10の派生モデルである。 
Galaxy Tab S10　FEシリーズは 日本では2025年4月2日に発表され、2025年4月18日に発売した。S9 FE+はauの独占販売だったが、S10 FE+は異なる。

## 機能
かこって検索
スクリーンショットが不要で、検索したいものを丸でかこむ、ハイライト表示する、タップするだけ画面上で、画像、動画、文字をかこって検索することができる。

また、画面上の学習コンテンツを囲うだけで説明やウェブ検索結果が取得できる。

ストレージ

Galaxy Tab FEは基本容量(128 GB)にmicroSDカードを使用し、2TBまで容量を増やすことが可能
重量・サイズ

Tab S9 FEと比べると、Galaxy Tab S10 FEは約4.9％の軽量化（約523g→約497g）、約0.5mmの薄型化（約6.5mm→約6mm）を達成。
防塵・防水
Galaxy Tab FEとSペンは両方がIP68で、水濡れや防塵にもなどにも対応している。